# Parcel
Parcel (fra fransk parcelle, af latin particula) betyder egentlig et stykke af et hele. Det bruges oftest om et jordstykke, der er udstykket fra en større (landbrugs)ejendom. En parcel er derfor et jordstykke, der er afgrænset og identificeret på matrikelkortet, og som er indgår i en fast ejendom. Før i tiden var formålet med en sådan udstykning ofte at etablere et nyt jordbrug og indehaveren af et sådant kaldtes en parcellist.
I 1960'erne og 1970'erne blev der imidlertid oprettet mange parceller udelukkende med det formål at opføre et hus på grunden. Man taler i den forbindelse ofte om en parcelhusgrund og parcelhus. Denne betydning er i dag den dominerende.
Matrikulære myndigheder har fastsat detaljerede regler om parceller. Et tidligt eksempel er Cirkulære af 22. maj 1858 bl.a. om, at parcellernes numre og de enkelte parcellers areal skal angives på udstykningskortene. I Bekendtgørelse om udstykningsarbejder m. v. nr. 129 af 23/03/1982 angår § 4 skel omkring parceller, § 14 målingen til parceller, § 16 arealberegning af parceller, § 18 brug af parcelnumre på kort, mens § 19 stiller krav om Parcelkort og § 24 om krav til oplysninger i sagen om hver enkelt parcel.
Parcelbegrebet er almindeligt anvendt. EU's INSPIRE anvender udtrykket Cadastral Parcel Arkiveret 20. januar 2021 hos  Wayback Machine. International Federation of Surveyors definerer: A Cadastre is normally a parcel based, and up-to-date land information system .. ... Relativt nylige beskrivelser af det digitale matrikelkorts tilblivelse og funktion i Holland, Australien og New Zealand oplyser parcellernes antal, omkostning pr parcel, data om parcellernes grænse mv.